# Tambre
Tambre est une commune du haut plateau du Cansiglio de la province de Belluno dans la Vénétie en Italie.

## Administration
| Période                                  | Période      | Identité         | Étiquette | Qualité |
| ---------------------------------------- | ------------ | ---------------- | --------- | ------- |
| 28 mai 2002                              | 28 mai 2007  | Claudio Azzalini |           | Maire   |
| 28 mai 2007                              | 7 mai 2012   | Oscar Facchin    |           | Maire   |
| 7 mai 2012                               | 12 juin 2017 | Oscar Facchin    |           | Maire   |
| 12 juin 2017                             | En cours     | Oscar Facchin    |           | Maire   |
| Les données manquantes sont à compléter. |              |                  |           |         |

### Hameaux
All'O', Broz, Civit, Pianon Sant'Anna, Fullin, Val Turcana, Tambruz, Lavina, Pian Cansiglio, Valdenogher, Borsoi d’Alpago, Palughetto.

### Communes limitrophes
Aviano, Barcis, Budoia, Caneva, Chies d'Alpago, Farra d'Alpago, Fregona, Polcenigo, Puos d'Alpago